# トゥルトゥルトゥ ナロンイ
『トゥルトゥルトゥ ナロンイ』 (NALONG (Nalong, Fly To The Sky), 뚜루뚜루뚜 나롱이) は、2004年12月から2006年1月に放送された韓国のテレビアニメ作品である。韓国文化放送とスタジオカーブによって制作された動物喜劇作品である。15分番組。全52話。

## キャラクター
ナロンイ （나롱이）
声 - キム・ソヨン
ナロンイ 父 （나롱이아빠）
声 - チェ・ハン
ウキャ （우꺄）
声 - ウ・ジョンシン
ウキャ 母 （우꺄엄마）
声 - ヨ・ミンジョン
ウキャ 父 （우꺄아빠）
スンスンイ （숭숭이）
声 - キム・ヨンソン
スンスンイ 母 （숭숭이엄마）
タゾリ （타조리）
声 - ヨ・ミンジョン
タゾリ 父 （타조리아빠）
声 - オム・サンヒョン
タゾリ 母 （타조리엄마）
声 - ヨ・ミンジョン
バンジ （팬지）
声 - ヨ・ミンジョン
バンジ 父 （팬지아빠）
ブルイグル （블루이글）
ホビ （호비）
声 - リュ・チョンミ
トリ （토리）
声 - ウ・ジョンシン
リリ （리리）
声 - リュ・チョンミ
ペングル博士 （펭글박사）
声 - イ・チョリョン
ナロンイ 兄 （나롱이 형）
声 - キム・ヨンソン、オム・サンヒョン、チェ・ハン
マンドゥブラザーズ （만두브라더스）
声 - キム・ソヨン、ウ・ジョンシン、ヨ・ミンジョン
宇宙人 （우주인）
声 - オム・サンヒョン

## スタッフ
- 企画 - MBC
- 監督・キャラクターデザイン - キム・クムス
- 脚本 - ファン・ソギョン、アン・ジウォン
- 美術監督 - キム・ヘソン
- 撮影監督 - チャ・ジョンチョル
- 音響監督 - コ・グァンヒョン
- 録音演出 - チョ・ジョンラン
- 音楽 - イ・ジョンギョ
- プロデューサー - チョン・チェジョン、アン・ソンウン
- 製作総指揮 - キム・シンファ
- 製作 - スタジオカーブ

## 主題歌
オープニングテーマ「トゥルトゥルトゥ ナロンイ」
作詞 - ソン・ボンジョ / 作曲 - イ・ジョンギョ / 歌 - イ・スンヨン
エンディングテーマ「いつも」
作詞 - ソン・ボンジョ / 作曲 - イ・ジョンギョ / 歌 - イ・スンヨン

## サブタイトル
1. 우주인 나타나다!（宇宙人現る!）
2. 비행연습（飛行練習）
3. 어느 일요일의 이야기（ある日曜日の話）
4. 방귀 뿌~웅（おならプ～ウン）
5. 펭글박사의 생일（ペングル博士の誕生日）
6. 고래잡기（鯨とり）
7. 나롱이의 건망증（ナロンイの物忘れ）
8. 탄생! 만두브라더스（誕生! マンドゥブラザーズ）
9. 내 이름은 우꺄（私の名前はウキャ）
10. 초코볼이 맛이 없어!（チョコボールがマズイ!）
11. 음치 타조리（音痴タゾリ）
12. 무서운 꿈（恐ろしい夢）
13. 주인공이 되고 싶어（主人公になりたい）
14. 아빠의 좌충우돌 하루（パパのドタバタな一日）
15. 초코볼약 소동（チョコボール薬騒動）
16. 그래도 친구（それでも友達）
17. 쭈루쭈공주를 위해서（チュルチュ王女のために）
18. 펭글박사의 첫사랑（ペングル博士の初恋）
19. 똑똑한 모자（賢い帽子）
20. 세상에서 가장 소중한 보물（世の中で最も大切な宝物）
21. 팬지는 외로워（バンジは寂しくて）
22. 타조리 VS 숭숭이（タゾリ VS スンスンイ）
23. 나무꾼 이야기（樵の話）
24. 반대로 나라（反対の国）
25. 진짜 타조리는 누구?（本当のタゾリは誰?）
26. 마음을 전하는 방법（心を伝える方法）
27. 공룡을 찾아라!（恐竜を探せ!）
28. 목 긴 타조리（首長タゾリ）
29. 달님이 없어졌어요（お月様が消えた）
30. 우꺄는 푸룽을 좋아해?（ウキャはプルンが好き?）
31. 저주 받은 소풍날（呪われた遠足の日）
32. 새 친구 내 친구（新しい友達 私の友達）
33. 유령 소동（幽霊騒動）
34. 과자나무（お菓子の木）
35. 블루이글 전편（ブルーイーグル 前編）
36. 블루이글 후편（ブルーイーグル 後編）
37. 만두브라더스의 가출（マンドゥブラザーズの家出）
38. 호비는 고양이?（ホビは猫?）
39. 전설의 왕도토리（伝説の超ドングリ）
40. 마음으로 부르는 노래（心で歌う歌）
41. 음치 타조리（音痴タゾリ）
42. 이상한 줄자（おかしな巻尺）
43. 나롱이의 방울（ナロンイの鈴）
44. 우주인의 마법상자（宇宙人の魔法箱）
45. 재수가 없어（運が悪くて）
46. 그대로가 좋아（そのままが良い）
47. 나롱이의 소원（ナロンイの願い）
48. 숭숭이 마을（スンスンイ村）
49. 엄마의 나무（ママの木）
50. 날아라 나롱이（飛べナロンイ）
51. 우주인 돌아가다（宇宙人帰る）
52. 랄라마을을 지켜라!（ラルラマウルを守れ!）